# Stronger (album de Kelly Clarkson)
Pour les articles homonymes, voir Stronger.
Albums de Kelly Clarkson
All I Ever Wanted
(2009) Wrapped in Red
(2013)
Singles
1. Mr. Know It All
Sortie : 5 septembre 2011
2. Stronger (What Doesn't Kill You)
Sortie : 17 janvier 2012
3. Dark Side
Sortie : 5 juin 2012

Stronger est le cinquième album studio de la chanteuse américaine Kelly Clarkson. Lancé le 21 octobre 2011 en Australie, l'album est commercialisé le 24 octobre 2011 par RCA Records dans le reste du monde,. Pour ce nouvel opus, Clarkson s'entoure de nouveaux musiciens et producteurs tels que  Greg Kurstin, Steve Jordan, Rodney Jerkins, Toby Gad, Brian Kennedy et Ester Dean, mais aussi de personnel avec lequel Kelly avait déjà collaboré, comme Howard Benson. Voulant se démarquer de ses précédents disques, le principal objectif de la chanteuse est d'enregistrer sa voix telle qu'on peut l'entendre en direct, pour cela, les producteurs ont choisi d'utiliser le moins d'auto-tune possible lors des sessions d'enregistrement en studio. Cet opus est le premier album de Kelly qui ne causa pas de conflit entre elle et RCA Records contrairement à ses précédents disques, notamment My December.
Clarkson commença à écrire de nouvelles chansons pour l'album dès novembre 2009, et termina l'enregistrement de ce dernier en février 2011. Pour les enregistrements, la chanteuse tire ses inspirations d'artistes tels que Tina Turner, Sheryl Crow, Radiohead, Prince et bien d'autres. Kelly a également combiné le R&B, la country, la dance-pop, l'urban et la soul avec son style pop-rock pour développer un contenu pop plus varié. Initialement prévue pour la fin de l'année 2010, la sortie de l'album fut repoussée de nombreuses fois par son label, RCA Records. Depuis sa sortie, Stronger reçut généralement des critiques favorables par la presse, critiques qui notent une progression non risquée que prend Clarkson avec cet opus, mais qui acclament les performances vocales de la chanteuse sur l'album.
Lors de sa sortie, l'album se place directement à la seconde place des charts américains, avec plus de 163 000 exemplaires vendus lors de sa première semaine d'exploitation.
Le premier extrait de cet album s'intitule "Mr. Know It All" et est disponible sur iTunes depuis le 5 septembre 2011. Le single est le neuvième titre de Clarkson à se classer dans le top 10 du Billboard Hot 100, ainsi que le premier single de la chanteuse à se placer en tête des charts australiens. Le titre "Stronger (What Doesn't Kill You)" succède à "Mr. Know It All" en tant que second single de l'opus. Celui-ci devient un hit mondial, se classant dans le top 5 de cinq différents pays, notamment la première place au Billboard Hot 100, signant ainsi le troisième numéro 1 de Kelly dans le pays, ainsi que son dixième top 10.

## Genèse
Lors d'une interview avec MTV News en novembre 2009, Clarkson déclare que lorsqu'elle sera en tournée avec son All I Ever Wanted Tour, elle commencera à travailler sur de nouvelles chansons pour son nouvel album, pour lequel la chanteuse espère une commercialisation d'ici fin 2010. Dans une autre interview avec Chart Show TV, Kelly révéla vouloir faire quelque chose de différent pour cet opus, décision approuvée par le label de cette dernière. Le 4 mars 2010, Clarkson devait être présente au festival de musique Lilith Fair, cependant, à cause de ventes de tickets jugées insuffisantes ainsi que de problèmes de programmation, la chanteuse ainsi que Norah Jones ont dû annuler leurs apparitions. Kelly déclara qu'elle allait profiter de ce changement pour se concentrer sur l'enregistrement du nouvel album,.
Par la suite, Kelly décida de prendre une pause de six mois dans sa carrière musicale. En effet, après la sortie de son second album, Breakaway, la carrière de la chanteuse prit une ampleur mondiale, qui, selon Clarkson elle-même, aurait un mauvais effet sur sa santé, déclarant « Ma carrière passa de zéro à 100, il n'y a pas eu de "progression". J'ai beaucoup appris sous la pression, mais, quatre années ont passé et j'ai touché le fond, Breakaway a juste explosé dans le monde entier. Tout le monde se faisait beaucoup d'argent, et me poussait à en faire encore plus. C'est à ce moment-là que j'ai craqué. En seulement une année, j'ai attrapé à deux reprises une pneumonie. Mon corps était en train de lâcher prise. J'ai pris six mois de congé, je suis rentrée chez moi. J'aime bosser, mais à la fin d'une journée, il vaut mieux bien prendre soin de soi »,.

## Développement
Dans une interview avec MTV, Clarkson déclara « Il y a toujours un rendu chanteur/parolier sur l'album, mais il y a... je ne sais pas. C'est presque comme si Garbage rencontrait la pop qui rencontrait Muse. C'est un peu différent. Je ne sais pas comment ça va se finir, qui sait? La plupart du temps, les choses planifiées finissent toujours d'une différente manière ». Le 6 octobre 2010, la chanteuse poste sur Twitter ses plans pour l'album afin d'informer ses fans de ses intentions, ajoutant que l'album était presque fini mais qu'il y aurait un choix trop important pour la liste définitive des titres de l'opus. Plus tard, Clarkson annonce qu'elle espère que l'album sortira dans le début de l'année 2011,. Claude Kelly, qui travailla précédemment avec Clarkson sur l'album All I Ever Wanted, déclara qu'il était satisfait de son travail effectué dans le passé avec la chanteuse, mais qu'il désirait ajouter "du niveau" au travail fourni sur cet opus, il ajouta: « Avec All I Ever Wanted, elle a voyagé à travers le monde entier. Elle a expérimenté de nouvelles choses, donc peu importe ce qu'elle ressent en ce moment, que ce soit la peur, la joie, le bon, le mauvais, nous voulons mettre ça sur un disque ». Lors d'une interview avec Entertainment Weekly, Clarkson remarqua que, contrairement à ses précédents albums, notamment le conflit causé par My December en 2007, et son ancien single Already Gone en 2009, elle n'avait pas rencontré de difficultés avec RCA qui d'habitude fait rempart avec les choix de la chanteuse. Kelly ajouta, « Normalement sur la plupart de mes albums, je dois me battre et faire front en disant, par exemple: "Non, ce titre doit être un single". Il n'y a pas de réel conflit sur ce genre de choses cette fois pour les pistes de l'album. Mon label et moi, on les aime toutes »,. Clarkson déclara que Stronger était le meilleur album qu'elle ait enregistré, soulignant « Tout était vraiment fluide, et tout le monde était d'accord sur le projet, ce qui était une première ».

## Production

### Collaborations
Clarkson commença par collaborer avec Howard Benson et Claude Kelly pour Stronger, ces deux producteurs avaient notamment déjà travaillé avec Kelly sur son précédent album, All I Ever Wanted. Jason Halbert, son directeur musical et son coparolier pour les sessions d'enregistrement de My December, ajouta également sa participation sur quelques chansons figurant sur l'album.
Kelly annonça également qu'elle avait travaillé avec d'autres producteurs et musiciens tels que Toby Gad, Greg Kurstin, Josh Abraham, Steve Jordan et Rodney Jerkins,.
Bonnie McKee, compositrice et parolière, révéla durant une interview qu'elle avait contribué à l'enregistrement de Stronger, déclarant « J'ai fait un tas de boulot avec Clarkson l'été dernier, et il semble que nos collaborations vont apparaître sur l'album. Elle a vraiment une voix incroyable et je suis excitée de voir ce qui va suivre, j'ai déjà de très bonnes impressions pour cet album! ».

### Enregistrement
Étant en tournée mondiale pour la promotion d' All I Ever Wanted, les sessions d'enregistrement de Stronger ont eu lieu dans de différents studios à travers le monde. Ces sessions ont majoritairement eu lieu à Los Angeles, aux Chalice Recording Studios et à Nashville, dans les studios Smoakstack et Starstuck notamment.
En août 2011, Clarkson enregistra un duo avec Jason Aldean intitulé "Don't You Wanna Stay", figurant sur l'album My Kinda Party de ce dernier. Le titre a été lancé en tant que single en novembre 2011 et apparaît officiellement comme piste de l'édition deluxe de Stronger. Le 25 février 2011, Clarkson déclare avoir enregistré la dernière piste de l'album qui s'intitule "Mr. Know It All".
Kelly a également révélé qu'elle avait enregistré deux duos pour cet opus, déclarant « Il y a en fait deux duos sur le nouvel album, et j'ai déjà chanté avec ces artistes auparavant ». Un des duos, "One More Yesterday", qui est le résultat d'une collaboration avec Chris Daughtry, n'a pas été sélectionné pour la liste finale des titres de Stronger, puisque Clarkson trouvait que la chanson n'allait pas dans la même direction artistique que l'album. L'autre collaboration est un duo avec Kara DioGuardi intitulée "The Sun Will Rise", elle figure sur l'édition deluxe de l'album.

### Titre et concept
Clarkson dévoila le titre de l'album, Stronger, le 30 août 2011. Contrairement à ses précédents disques, cet opus est un album-concept, que Clarkson décrit comme basé sur "la force et l'émancipation" ajoutant que « Stronger me semblait être parfait pour le titre de ce disque. De plus, cette chanson qui reprend ce titre est une vraie mine d'or: c'est un peu pop, un peu pop-rock, un peu urban, un peu dance, la chanson regroupe tous ces genres là. Et tout le monde aime ce message. "What doesn't kill you makes you stronger". C'est tout simplement la parfaite interprétation de ma vie ».
Durant l'évènement live organisé pour la sortie de "Mr. Know It All", le premier single de l'album, la chanteuse déclare qu'elle avait choisi Stronger pour titre « principalement parce que la plupart des chansons de l'album ont pour thème l'émancipation de soi-même et juste la force en général, et j'adore chanter des chansons de ce genre... C'était parfaitement le thème de l'album, c'est pour cela qu'il est nommé Stronger, remarquant plus tard que "le thème de l'album est repris par le titre Stronger (What Doesn't Kill You), titre qui reflète bien le thème de l'album ».

## Composition

### Musique et thèmes
Clarkson coécrivit sept pistes de l'album, et collabora pour la première fois avec des artistes tels que Bonnie McKee ou Ester Dean. Kelly déclara que le son produit sur l'album sera différent de ses précédents disques, décrivant le CD comme "une rencontre entre Garbage, la pop, et Muse".
Claude Kelly remarqua que les chansons qu'il avait écrit pour Clarkson étaient « parfaitement en adéquation avec la personnalité de Clarkson, des pistes qui mettent en avant sa voix, mais aussi ses talents, son attitude, et sa personne ». Il expliqua également «[C'est] toujours un "up-tempo" qui me vient à l'esprit quand je pense à Kelly. J'aime l'entendre en mode "bottage de derrières". Elle a une voix qu'on a envie d'entendre comme si on se la prenait dans la face ». Rodney Jerkins et Lauren Christy quant à eux avaient ensemble écrit une chanson "complètement pop-rock", déclarant que la première personne venu à leur pensée pour l'interpréter serait Kelly Clarkson. La chanteuse déclara que l'album allait dans une situation totalement différente de ce qu'elle avait initialement planifié.
Dans une interview avec Ryan Seacrest, Kelly annonça que ses producteurs ont enregistré sa voix comme on peut l'entendre lors de ses interprétations en direct, avec un recours à auto-tune très peu fréquent sur l'album,, ajoutant « Ce qui sépare cet album des autres sont les voix. Elles sonnent plus riche, plus profonde, et, pour la première fois, comme je sonne quand je chante en direct. Les producteurs avec qui j'ai travaillé m'ont laissé chanter comme je le voulais et rester moi-même ». Clarkson remarqua que « L'album est plein de pistes très soul. Vous comprenez ce que je veux dire? Je veux dire, Radiohead est du genre alternatif, mais ils sont aussi très soul. Et Sheryl Crow, une chanteuse et parolière très soul également. Donc c'est un album très soul, rythmé par du pop-rock ».
Peu après la publication de la liste finale des titres de l'album, MTV nota que beaucoup de "You" figuraient dans le titre des chansons. Kelly expliqua « C'est tous des différents 'you', ils n'ont rien en commun, il ne s'agit pas d'une seule personne en particulier, je n'ai pas eu une mauvaise rupture ou quoi que ce soit d'autre. Je pense juste que la vie est faite de relations, donc j'écris toujours sur ces différentes personnes qui sont intervenues dans ma vie. Donc le résultat est souvent très [franc] ».

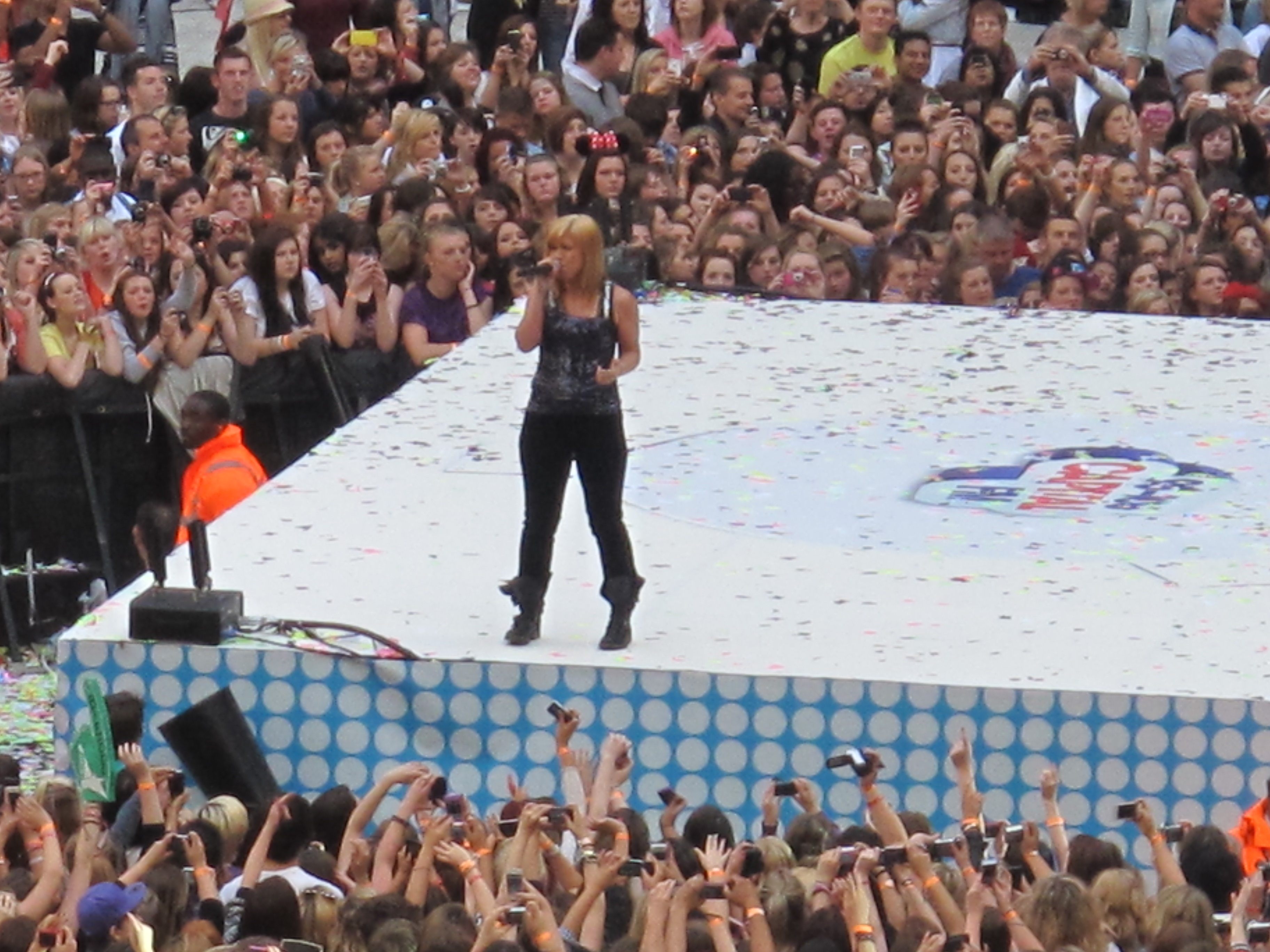
Kelly Clarkson au concert du "Capital Fm Summertime Ball", au Wembley Stadium à Londres le 9 juin 2012, interprétant "Dark Side" devant plus de 80000 personnes.

### Structures musicales et paroles
Le premier single de l'opus, "Mr. Know It All", écrit par Ester Dean, Brian Kennedy et Brett James, est une chanson pop aux influences R&B rythmée par un mid-tempo, similaire aux chansons que l'on retrouve sur le premier album de Clarkson, Thankful et a été décrit par les critiques comme une fusion entre Bruno Mars et P!nk. Kelly compara elle-même Stronger (What Doesn't Kill You) à son hit "Since U Been Gone" lancé en 2004. Elle remarqua "Je suis impatiente de pouvoir chanter cette chanson en live, c'est comme un gros hymne dance. C'est le titre qui est comme "Since U Been Gone", avec des gens qui sautent en l'air quand ils l'entendent, et c'est juste vraiment inspirant, donc je suis excitée de pouvoir chanter cette chanson.
Une autre piste, intitulée "You Love Me" a été écrite par Clarkson après un évènement qui d'après elle, aurait pu la détruire. « C'était sûrement la chose la plus douloureuse que j'ai jamais vécu dans ma vie, mais en écrivant sur ce sujet, j'ai pu m'en sortir ». Elle précise par la suite que contrairement à ce qu'on pourrait croire, les paroles de "You Love Me" ne sont pas basées sur une histoire amoureuse.
Kelly déclare que les paroles de "You Can't Win" sont ses favorites, chantant la ligne "If you're thin/Poor little walking disease/If you're thick/They're all screaming obese/If you're straight/Why aren't you married yet/If you're gay/Why aren't you waving a flag".

## Sortie et promotion
En octobre 2009, Clarkson annonce que son album devrait sortir en fin d'année 2010. Cependant, dès le début de l'année 2011, elle annonce que l'album ne pourra être lancé avant mars 2011. Puis, en mars 2011, elle déclare que la commercialisation de l'album ne pourrait s'effectuer avant septembre 2011, expliquant « J'ai récemment compris que mon album ne pourrait être lancé avant septembre... L'album a été enregistré mais je ne peux pas le sortir avant cette date. Je comprends que cela fasse une longue période, mais c'est apparemment le meilleur moment pour le commercialiser. Je suis désolée pour mes fans mais je vous promet que le résultat sera génial! »,. De leurs côtés, Rodney Jerkins et Claude Kelly, travaillant tous deux avec Clarkson sur l'opus, déclarent que ce choix allait en la faveur de la chanteuse, et que c'était une réflexion intelligente de la part du label.
En addition, la restructuration de Sony Music avec l'arrivée de l'ancien président d'Universal Music Group, Doug Morris, comme nouveau PDG chez Sony, est également une raison du report de ce délai.
En juillet 2011, alors que Kelly est encore en studio pour retravailler certains morceaux de l'album, 50 à 70 démos qu'elle avait enregistré ont fuité sur le net. Parmi ces démos, certaines datent de l'ère de Thankful, c'est-à-dire de 2002, faisant ainsi courir des rumeurs disant que Clarkson reviendrait au style soul-R&B qui l'avait fait connaître au public à cette époque. Kelly, qui apprend la nouvelle seulement après être rentrée de ses vacances à Tahiti, déclare sur sa page facebook « Je reviens aux States après de belles vacances et d'une raison quelconque 50 de mes chansons sont retrouvées sur le net?! Il n'y a aucune utilité que je mette en colère car il n'y a rien que je puisse faire. Je suis impatiente que tout le monde puisse enfin écouter le contenu final de mon album ». Dans une interview exclusive avec Entertainment Weekly Clarkson répond face à la situation:

« Oh mon Dieu, est-ce que vous avez déjà été cambriolé? Moi oui. J'ai été cambriolée plusieurs fois, mais ça c'est bien pire encore. Ces chansons sont sorties de nulle part et les gens se disent, "Oh mon Dieu, dans quelle direction Kelly est partie?" Je pense que ce qui m'a mis en colère était cela. Des personnes m'ont volé, personne n'avait une idée concrète de comment mon album allait sonner ou à quoi mon album allait ressembler. Ces morceaux ont créé beaucoup de confusions. La meilleure partie dans tout ça, c'est qu'aucune version finale de morceaux n'a subi de fuites. Tous ces leaks ne sont que des démos. »

Elle ajoute ensuite, « Au fait, je n'ai même pas écouté l'album en entier tellement j'ai peur de mettre quelque chose sur mon ordinateur ». En effet, l'incident de décembre 2010 qui a mis en cause deux hackers allemands à la suite d'un vol de nombreuses chansons d'artistes tels que Lady Gaga, Justin Timberlake ou Kesha ont également visé Clarkson. Le 17 août 2011, Kelly annonce le titre de l'opus, Stronger, ainsi que sa date de sortie officielle: le 25 octobre 2011.
Le 7 septembre 2011, RCA dévoile la pochette accompagnant l'album et annonce que la sortie de ce dernier a été revue pour le 24 octobre 2011,. Le 15 octobre 2011, l'iTunes Store japonais met accidentellement en vente toutes les chansons de Stronger, remplacées par des extraits plus tard dans la journée.

### Marketing

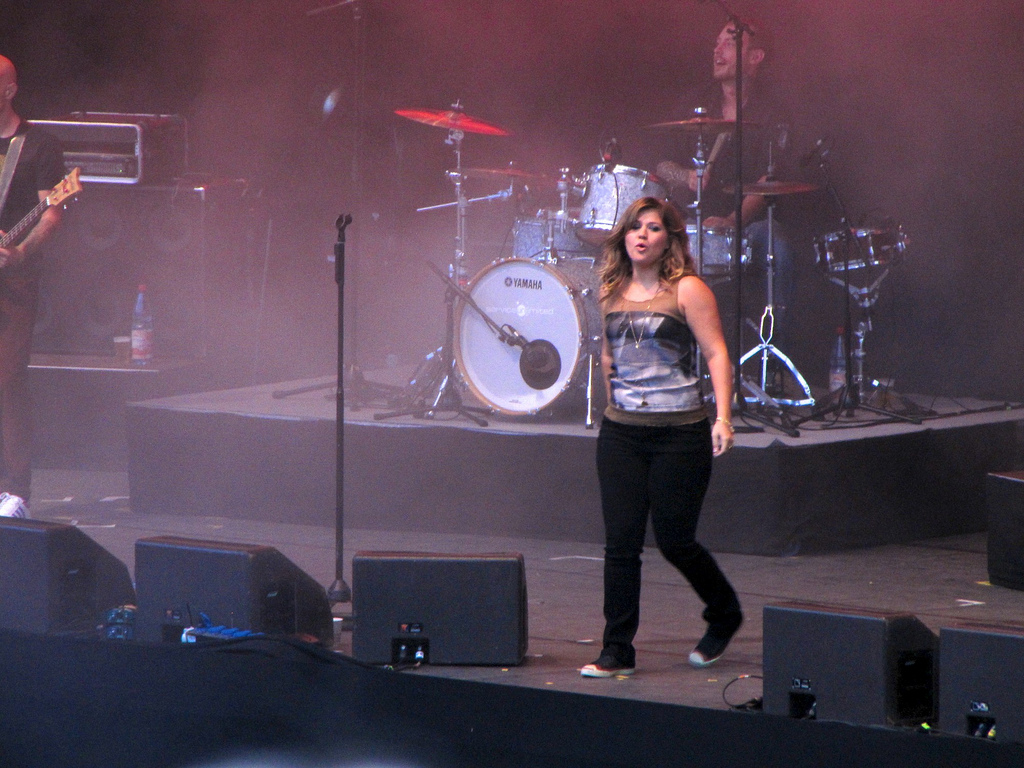
Kelly Clarkson au festival de musique Stars For Free à Berlin en Allemagne, interprétant pour la première fois en live "Mr. Know It All", le 9 septembre 2011.

Clarkson interpréta la chanson "Why Don't You Try", figurant sur l'édition spéciale iTunes Store de Stronger lors de l'évènement "Celebrity Fight Night" organisé par Mohamed Ali le 19 mars 2011 à Phoenix dans l'Arizona. Le 16 août 2011, RCA annonce qu'ils fusionneront les deux sites internet de la chanteuse "KellyOfficial.com" et "KellyClarkson.com" en faveur de KellyClarkson.com. Le jour suivant, le label délivre des déclarations de presse annonçant le titre du premier single, sa date de sortie ainsi que le titre de l'album et de sa date de sortie officielle, le 25 octobre 2011,,,.
Le 7 septembre 2011, RCA dévoile la pochette de l'album et annonce le changement de la date de sortie de l'album du 25 au 24 octobre 2011 à la suite d'une demande « écrasante »,.
Le 30 août 2011, Kelly organise un évènement live exclusif sur son site internet pour la première de "Mr. Know It All". La chanteuse commence à promouvoir le single en le chantant pour la première fois devant une audience au festival de musique Stars For Free à Berlin en Allemagne le 10 septembre 2011. La promotion américaine du single est constituée d'apparitions sur le plateau de The Tonight Show le 20 septembre 2011 et sur le plateau du Ellen DeGeneres Show le 22 septembre 2011. Kelly enchaîne sa promotion américaine avec une performance au festival de musique iHeartRadio à Las Vegas dans le Nevada le 23 septembre 2011. En Australie, elle interprète à deux reprises la chanson, l'une sur le plateau d'X Factor, l'autre lors de la finale de la NRL à Sydney, accompagnée par plus de 300 danseurs le 2 octobre 2011,,.
Le 5 octobre 2011, Clarkson dévoile elle-même la version finale de Stronger (What Doesn't Kill You) qui généra des critiques positives,. Billboard commenta, « La piste est un changement littéral par rapport au premier single "Mr. Know It All", et peut certainement donner un indice sur la qualité du contenu de Stronger ». Le 11 octobre 2011, Sony annonce que la chanteuse chantera des chansons issues du nouvel album lors d'un concert gratuit au Troubadour le 19 octobre 2011 pour promouvoir l'opus. Par la suite, Clarkson chanta "Mr. Know It All" lors de la 13e saison de Dancing with the Stars le 18 octobre 2011. Elle chante également le titre sur le plateau de la 8e saison d'X Factor au Royaume-Uni le 23 octobre 2011. Le 20 novembre 2011, Kelly sera l'une des principaux interprètes lors des American Music Awards.
Clarkson continue ensuite la promotion de Stronger sur le Today Show le 25 et 27 octobre 2011, puis sur The View le 26 octobre 2011, et enfin sur le plateau de Late Night with Jimmy Fallon le 28 octobre 2011.
Le 12 octobre 2011, VH1 annonce que Kelly a filmé une performance MTV Unplugged le 27 octobre 2011. La session est diffusée durant le mois de novembre sur la chaîne. D'autre part, MTV déclare que Clarkson figure comme une des présentatrices des MTV O Music Awards le 31 octobre 2011, évènement qui inclut également un hommage spécial à Steve Jobs,. Kelly continue la promotion de son album en interprétant le second single de son album, Stronger (What Doesn't Kill You) sur le plateau d'X Factor aux États-Unis le 23 novembre 2011. Le 19 décembre 2011, pour le retour des VH1 Divas, Clarkson chante Stronger (What Doesn't Kill You) ainsi qu'un medley constitué des titres "You Keep Me Hangin' On", "Spotlight", et "Since U Been Gone" en compagnie de Jennifer Hudson et de Mary J. Blige.

### Singles
Le premier single issu de l'album, "Mr. Know It All" , est dévoilé par Clarkson lors d'un évènement organisé sur son site internet le 30 août 2011, après lequel le titre a été directement envoyé aux radios américaines. Par la suite, la chanson est mise en vente le 5 septembre 2011 sur iTunes. Le single entre en 18e position du Billboard Hot 100 lors de sa première semaine d'exploitation, marquant ainsi la deuxième meilleure entrée de Clarkson dans les charts après son single « Never Again » de 2007. Le single se classe en tête des charts en Australie, soit le premier titre de Kelly à se hisser au top des charts du pays, et se positionne également à la 6e place du chart Britannique. Aux États-Unis, "Mr. Know It All" se classe en 10e position des charts, devenant le neuvième titre de Kelly à se classer dans le top 10.
Le second single de l'opus, « Stronger (What Doesn't Kill You) », initialement nommé « What Doesn't Kill You (Stronger) » est lancé en décembre 2011, le titre sera certainement suivi par « Dark Side » à l'avenir. Le single se classe à la 21e place du top UK, signant ainsi une remontée de 50 places dans les charts : il s'y classe finalement en 8e position la semaine suivante. Stronger atteint également la 1e du Billboard Hot 100, signant ainsi le dixième titre de Kelly à se hisser dans le top 10 du classement, ainsi que son troisième numéro 1 dans le pays.
Avec l'album Stronger, elle place donc deux singles consécutifs dans le top 10, chose qui n'était pas arrivée depuis Breakaway.
En mars 2012, Dark Side est désigné comme troisième single de Stronger. Celui-ci est envoyé aux radios américaines le 5 juin 2012.

### Autres chansons
À la suite de ventes numériques fortes lors de la sortie de l'album, Stronger (What Doesn't Kill You) se classe en 64e position du Billboard Hot 100 avec 40 000 exemplaires vendus cette semaine-là, ainsi qu'à la 64e position au Canada et à la 22e place des ventes internationales en Corée du Sud.
D'autre part, la plupart des pistes de Stronger se positionnent dans le chart international en Corée du Sud, avec I Forgive You qui s'y place en tête avec plus de 170 000 ventes.

### Stronger World Tour

#### En Amérique du Nord
Clarkson déclare dans de multiples interviews que la tournée mondiale pour promouvoir l'album, intitulée le Stronger World Tour, débutera en Amérique du Nord en janvier 2012, en Europe et en Australie en avril de la même année. Cette tournée offrira également l'occasion à la chanteuse de commercialiser son premier album live,,. le 15 novembre 2011, RCA annonce les dates de concert en Amérique du Nord, où le Stronger Tour commence le 13 janvier 2012, pour un total de 42 dates. Matt Nathanson  en première partie des concerts de cette branche de la tournée,.

#### À l'international
Le 15 avril 2012, RCA annonce les premières dates internationales de la tournée. Deux dates ont été révélées à ce jour, à savoir le 23 et 25 juin 2012 au Brésil, en collaboration avec un festival de musique,. La tournée mondiale de Kelly devrait se terminer la première semaine de janvier 2013.

## Réception

### Accueil critique
Avant sa sortie officielle, l'album a été inclus dans de nombreuses listes répertoriant les albums les plus attendus de l'année 2011, Stronger apparaît notamment dans la liste "Les albums de fin d'année que nous sommes impatients d'écouter" du magazine Entertainment Weekly, dans celle du magazine Rolling Stone intitulée "Les albums les plus chauds de la saison", ou encore dans la liste "Les albums de fin d'année" de MTV, MTV qui remarqua que « l'album de Clarkson sera certainement une tête d'affiche des albums de la saison ».
D'après Metacritic, Stronger est reçu généralement de façon positive par la presse, obtenant ainsi un score de 62/100, score pourtant moins élevé que son précédent opus All I Ever Wanted qui, en 2009, avait obtenu une note de 70/100. Mikael Wood effectue une critique positive pour le magazine Spin au sujet de l'album, et commente que « Stronger n'est pas l'album country longtemps promit par Clarkson; il se colle généralement au son pétillant et brillant de "Since U Been Gone". Mais Clarkson offre aussi des airs comme "Einstein" ou encore la piste éponyme de l'album aux sonorités disco qui sont accompagnés d'une conviction digne d'une chanteuse de country ». Melissa Maerz d' Entertainment Weekly écrit également une critique positive sur l'album, remarquant que « Stronger est un album plus mature de la part de Clarkson », ajoutant que « le meilleur est Stronger (What Doesn't Kill You), une chanson disco qui rend hommage à ceux qui croient que les choses peuvent aller de mieux en mieux ».
Allison Stewart du Washington Post affirme dans sa critique positive sur l'album que « [Sur cet opus], Clarkson a deux humeurs, l'une bagarreuse, l'autre morose, et Stronger combine ces deux humeurs dans toutes les possibilités existantes », concluant que « C'est un bon album par une superbe vocaliste qui, sans aucun doute, est capable de beaucoup plus ».
Stephen Thomas Erlewine, de AllMusic  juge que « La variété des morceaux présents sur Stronger est due à la multitude de producteurs et de paroliers sur cet album, mais le succès de ce disque est entièrement dû à Kelly Clarkson; sa personnalité et son professionnalisme font de cet opus son meilleur album depuis Breakaway en 2004 ».

### Réception commerciale
Avant sa sortie, l'album se classe en seconde position de la plupart des charts albums iTunes, devancé par Mylo Xyloto de Coldplay dans de nombreux pays. Aux États-Unis, l'album se vend à 163 000 copies à sa sortie, décrochant ainsi la seconde position du classement. C'est la seconde fois que Clarkson décroche la seconde place du classement, avec My December qui s'y classa en 2007. Stronger est également le cinquième album de la chanteuse à débuter dans le top 3 du Billboard 200.
En Australie l'album se classe en 3e position des charts lors de sa sortie, surpassant ainsi le score de My December mais ne faisant pas mieux que All I Ever Wanted. Au Royaume-Uni, l'opus se positionne en 5e position des ventes, avec environ 30 000 exemplaires écoulés durant cette première semaine.
En Nouvelle-Zélande, Stronger prend la 6e place des charts et égalise ainsi la même entrée que All I Ever Wanted.
D'autre part, l'album se classe en 16e position aux Pays-Bas, et en 8e position en Irlande, montrant ainsi un impact plus faible que ses trois précédents opus qui s'étaient tous classés dans le Top 5 de ces pays.

## Liste des titres
Les données suivantes sont extraites du site officiel de Clarkson.

### Édition Standard
| No  | Titre                            | Auteur                                                        | Producteur(s)                   | Durée |
| --- | -------------------------------- | ------------------------------------------------------------- | ------------------------------- | ----- |
| 1.  | Mr. Know It All                  | Brian Seals, Ester Dean, Brett James, Dante Jones             | Brian Kennedy, Ester Dean       | 3:53  |
| 2.  | Stronger (What Doesn't Kill You) | Jörgen Elofsson, David Gamson, Alexandra Temposi              | Greg Kurstin                    | 3:41  |
| 3.  | Dark Side                        | Mike Busbee, Alexander Geringas                               | Kurstin                         | 3:44  |
| 4.  | Honestly                         | Tom Shapiro, Robert Marvin, Catt Gravitt                      | Kurstin                         | 3:36  |
| 5.  | You Love Me                      | Kelly Clarkson, Josh Abraham, Oliver Goldstein, Jason Halbert | Abraham, Goldstein, Halbert     | 4:04  |
| 6.  | Einstein                         | Clarkson, Toby Gad, James Fauntleroy II, Bridget Kelly        | Gad, Heather Miley, Tim Roberts | 2:59  |
| 7.  | Standing in Front of You         | Clarkson, Aben Eubanks                                        | Halbert                         | 3:59  |
| 8.  | I Forgive You                    | Rodney Jerkins, Andre Lindal, Lauren Christy                  | Jerkins, Lindal                 | 3:04  |
| 9.  | Hello                            | Clarkson, Abraham, Goldstein, Bonnie McKee                    | Halbert, Abraham, Goldstein     | 2:59  |
| 10. | The War Is Over                  | Gad, Livvi Franc                                              | Gad                             | 3:57  |
| 11. | Let Me Down                      | Clarkson, Chris DeStefano                                     | DeStefano, Halbert              | 3:24  |
| 12. | You Can't Win                    | Clarkson, Abraham, Goldstein, Felix Bloxsom                   | Halbert, Abraham, Goldstein     | 4:19  |
| 13. | Breaking You Own Heart           | Jennifer Hanson, Michael Longenecker                          | Howard Benson                   | 3:48  |

### Édition Deluxe
| No  | Titre                                    | Auteur                                     | Producteur(s)               | Durée |
| --- | ---------------------------------------- | ------------------------------------------ | --------------------------- | ----- |
| 14. | Don't You Wanna Stay (avec Jason Aldean) | Andrew Gibson, Paul Jenkins, Jason Sellers | Michael Knox                | 4:20  |
| 15. | Alone                                    | Abraham, Goldstein, McKee, Ryan Williams   | Halbert, Abraham, Goldstein | 3:01  |
| 16. | Don't Be a Girl About It                 | Kelly Clarkson, Brent Kutzle               |                             | 3:27  |
| 17. | The Sun Will Rise (avec Kara DioGuardi)  | Kyle Jacobs, Danelle Leverett              | Benson                      | 3:33  |

### BonusiTunes Store
| No  | Titre             | Auteur          | Producteur(s) | Durée |
| --- | ----------------- | --------------- | ------------- | ----- |
| 14. | Why Don't You Try | Eric Hutchinson | Steve Jordan  | 4:47  |

## Édition Exclusive:The Smoakstack SessionsEP
EPs par Kelly Clarkson
ITunes Session
La première extended play de Kelly Clarkson, nommée The Smoakstack Sessions, est vendue avec l'édition deluxe de Stronger exclusivement sur le site officiel de la chanteuse.
Cette édition contient des versions acoustiques de morceaux sélectionnés de l'album Stronger ainsi que de la piste If I Can't Have You de son précédent album, All I Ever Wanted. L'édition inclus également une reprise du titre I Can't Make You Love Me. Toutes les chansons de cette EP ont été enregistrées dans les studios The Smoakstack à Nashville, dans le Tennessee.

### Liste des titres
| No | Titre                    | Auteur                              | Producteur(s) | Durée |
| -- | ------------------------ | ----------------------------------- | ------------- | ----- |
| 1. | Hello                    | Clarkson, McKee, Abraham, Goldstein |               | 3:06  |
| 2. | The War Is Over          | Gad, Franc                          |               | 3:58  |
| 3. | You Love Me              | Clarkson, Halbert                   |               | 4:05  |
| 4. | The Sun Will Rise        | Jacobs, Danelle Leverett            |               | 3:20  |
| 5. | If I Can't Have You      | Clarkson, Ryan Tedder               |               | 3:40  |
| 6. | I Can't Make You Love Me | Mike Reid, Allen Shamblin           |               | 3:57  |

## Performance commerciale
| Allemagne        | 14 |
| Australie        | 3  |
| Autriche         | 20 |
| Brésil           | 11 |
| Belgique (Nl)    | 45 |
| Belgique (Fr)    | 57 |
| Canada           | 4  |
| États-Unis       | 2  |
| Espagne          | 40 |
| Irlande          | 8  |
| Italie           | 68 |
| Japon            | 59 |
| Mexique          | 85 |
| Nouvelle-Zélande | 6  |
| Pays-Bas         | 16 |
| Royaume-Uni      | 5  |
| Suède            | 18 |
| Suisse           | 12 |

| Australie   | 37  |
| États-Unis  | 126 |
| Royaume-Uni | 99  |

| Certifications et ventes de Stronger à travers le monde | Certifications et ventes de Stronger à travers le monde | Certifications et ventes de Stronger à travers le monde | Certifications et ventes de Stronger à travers le monde | Certifications et ventes de Stronger à travers le monde | Certifications et ventes de Stronger à travers le monde | Certifications et ventes de Stronger à travers le monde | Certifications et ventes de Stronger à travers le monde | Certifications et ventes de Stronger à travers le monde | Certifications et ventes de Stronger à travers le monde | Certifications et ventes de Stronger à travers le monde | Certifications et ventes de Stronger à travers le monde | Certifications et ventes de Stronger à travers le monde | Certifications et ventes de Stronger à travers le monde | Certifications et ventes de Stronger à travers le monde |
| Pays                                                    | Certification                                           | Ventes                                                  |                                                         |                                                         |                                                         |                                                         |                                                         |                                                         |                                                         |                                                         |                                                         |                                                         |                                                         |                                                         |
| ------------------------------------------------------- | ------------------------------------------------------- | ------------------------------------------------------- | ------------------------------------------------------- | ------------------------------------------------------- | ------------------------------------------------------- | ------------------------------------------------------- | ------------------------------------------------------- | ------------------------------------------------------- | ------------------------------------------------------- | ------------------------------------------------------- | ------------------------------------------------------- | ------------------------------------------------------- | ------------------------------------------------------- | ------------------------------------------------------- |
| Australie                                               | Platine                                                 | 70 000                                                  |                                                         |                                                         |                                                         |                                                         |                                                         |                                                         |                                                         |                                                         |                                                         |                                                         |                                                         |                                                         |
| Canada                                                  | Platine                                                 | 80 000                                                  |                                                         |                                                         |                                                         |                                                         |                                                         |                                                         |                                                         |                                                         |                                                         |                                                         |                                                         |                                                         |
| États-Unis                                              | Platine                                                 | 929 000                                                 |                                                         |                                                         |                                                         |                                                         |                                                         |                                                         |                                                         |                                                         |                                                         |                                                         |                                                         |                                                         |
| Nouvelle-Zélande                                        | Or                                                      | 7 500                                                   |                                                         |                                                         |                                                         |                                                         |                                                         |                                                         |                                                         |                                                         |                                                         |                                                         |                                                         |                                                         |
| Royaume-Uni                                             | Or                                                      | 200 136                                                 |                                                         |                                                         |                                                         |                                                         |                                                         |                                                         |                                                         |                                                         |                                                         |                                                         |                                                         |                                                         |
| Résumé                                                  |                                                         |                                                         |                                                         |                                                         |                                                         |                                                         |                                                         |                                                         |                                                         |                                                         |                                                         |                                                         |                                                         |                                                         |
| Région                                                  | Certification                                           | Ventes                                                  |                                                         |                                                         |                                                         |                                                         |                                                         |                                                         |                                                         |                                                         |                                                         |                                                         |                                                         |                                                         |
| Monde                                                   |                                                         | 1 000 000                                               |                                                         |                                                         |                                                         |                                                         |                                                         |                                                         |                                                         |                                                         |                                                         |                                                         |                                                         |                                                         |

## Historique des sorties
| Pays             | Date            | Label                    | Format                   | Édition(s)               |
| ---------------- | --------------- | ------------------------ | ------------------------ | ------------------------ |
| Australie        | 21 octobre 2011 | Sony Music Entertainment | CD, Téléchargement légal | Standard, édition deluxe |
| Belgique         | 21 octobre 2011 | Sony Music Entertainment | CD, Téléchargement légal | Standard, édition deluxe |
| Irelande         | 21 octobre 2011 | Sony Music Entertainment | CD, Téléchargement légal | Standard, édition deluxe |
| Pays-Bas         | 21 octobre 2011 | Sony Music Entertainment | CD, Téléchargement légal | Standard, édition deluxe |
| Norvège          | 21 octobre 2011 | Sony Music Entertainment | CD, Téléchargement légal | Standard, édition deluxe |
| Autriche         | 24 octobre 2011 | Sony Music Entertainment | CD, Téléchargement légal | Standard, édition deluxe |
| Danemark         | 24 octobre 2011 | Sony Music Entertainment | CD, Téléchargement légal | Standard, édition deluxe |
| Finlande         | 24 octobre 2011 | Sony Music Entertainment | CD, Téléchargement légal | Standard, édition deluxe |
| France           | 24 octobre 2011 | Sony Music Entertainment | CD, Téléchargement légal | Standard, édition deluxe |
| Grèce            | 24 octobre 2011 | Sony Music Entertainment | CD, Téléchargement légal | Standard, édition deluxe |
| Hong-Kong        | 24 octobre 2011 | Sony Music Entertainment | CD, Téléchargement légal | Standard, édition deluxe |
| Nouvelle-Zélande | 24 octobre 2011 | Sony Music Entertainment | CD, Téléchargement légal | Standard, édition deluxe |
| Portugal         | 24 octobre 2011 | Sony Music Entertainment | CD, Téléchargement légal | Standard, édition deluxe |
| Polande          | 24 octobre 2011 | Sony Music Entertainment | CD, Téléchargement légal | Standard, édition deluxe |
| Suède            | 24 octobre 2011 | Sony Music Entertainment | CD, Téléchargement légal | Standard, édition deluxe |
| Royaume-Uni      | 24 octobre 2011 | RCA Records              | CD, Téléchargement légal | Standard, édition deluxe |
| États-Unis       | 24 octobre 2011 | RCA Records              | CD, Téléchargement légal | Standard, édition deluxe |
| Canada           | 24 octobre 2011 | Sony Music Entertainment | CD, Téléchargement légal | Standard, édition deluxe |
| Corée du Sud     | 24 octobre 2011 | Sony Music Entertainment | CD, Téléchargement légal | Standard, édition deluxe |
| Espagne          | 24 octobre 2011 | Sony Music Entertainment | CD, Téléchargement légal | Standard, édition deluxe |
| Taïwan           | 25 octobre 2011 | Sony Music Entertainment | CD, Téléchargement légal | Standard, édition deluxe |
| Japon            | 26 octobre 2011 | Sony Music Japan         | CD, Téléchargement légal | Standard, édition deluxe |
| Allemagne        | 28 octobre 2011 | Sony Music Entertainment | CD, Téléchargement légal | Standard, édition deluxe |
| Brésil           | 31 octobre 2011 | Sony Music Entertainment | CD, Téléchargement légal | Édition deluxe           |
| Philippines      | 5 novembre 2011 | Sony Music Entertainment | CD, Téléchargement légal | Édition deluxe           |

### Lecture avancée
- Jason Lipshutz (2011). "Kelly Clarkson, 'Stronger': Track-By-Track Review". Billboard, le 25 octobre 2011.